# Robert W. Holley
Robert W. Holley (Urbana (Illinois), 28 de enero de 1922-Los Gatos (California), 11 de febrero de 1993) fue un bioquímico estadounidense, quien fue galardonado con el  Premio Nobel de Fisiología o Medicina en 1968, junto con Marshall Warren Nirenberg y Har Gobind Khorana por el descubrimiento de la estructura de alanina del ARN de transferencia, ligado al ADN y a la síntesis proteica.

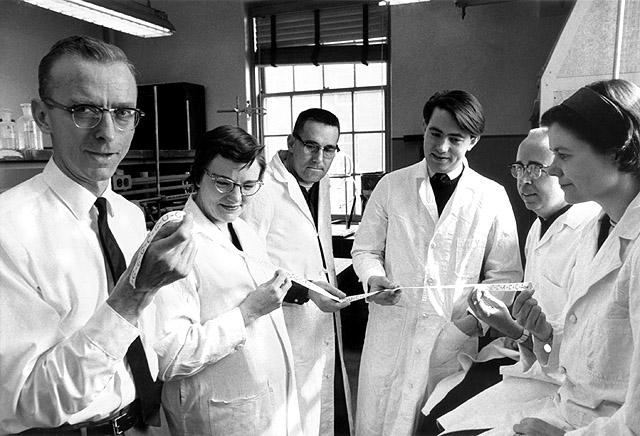
Robert W. Holley, con colaboradores.

Holley se graduó de la secundaria de su ciudad natal en 1938. Realizó sus estudios en Química en el campus de la Universidad de Illinois at Urbana-Champaign, graduándose en 1942 y comenzando sus estudios de doctorado en Química Orgánica en la Universidad de Cornell. Durante la Segunda Guerra Mundial, Holley pasó dos años trabajando bajo la supervisión del profesor Vincent du Vigneaud en la Unidad Médica de la Universidad de Cornell, donde fue partícipe de la primera síntesis química de la penicilina. Completó sus estudios de doctorado en 1947.
En 1968 Holley se convirtió en profesor residente del Instituto Salk por Estudios Biológicos en La Jolla (California).